# Děvičky
Děvičky (též Dívčí hrady, Maidberg [maidbeʁg] nebo Maidenburg [maidn̩buʁg]) jsou zřícenina gotického hradu tvořící dominantu severního okraje hřebene masívu Děvín, nejvyššího vrcholu Pavlovských vrchů na jižní Moravě. Nachází se na vápencové skále vypínající se do nadmořské výšky 428 metrů. Od roku 1964 je chráněn jako kulturní památka.

## Původ názvu
Název hradu podle pověsti pochází od tří zkamenělých dívek, které dnes stojí jako tři skalní útesy před hradem. V jedné z pověstí to byla tatarská princezna a její družky, v jiné tři dcery pána hradu Arnulfa, které chtěl zneuctít ďábelský Trabaccio, v jiné opět tři neposlušné zámecké dcery zakleté svojí matkou. Za tichých nocí se prý od těchto kamenů ozývá tichý nářek.

## Historie
Hrad je poprvé zmiňován roku 1222 pod názvem Dewiczky jako pomezní zeměpanský hrad v královském držení. Dochovalo se i jméno jeho prvního purkrabího; byl jím Štěpán z Medlova († 1235), zakladatel šlechtického rodu Pernštejnů a zároveň správce hradu Veveří. Po něm se stali purkrabími rakouský šlechtic Lipolt z Hardeggu a v roce 1244 Crha z Ceblovic. Během jejich správcování přišla do kraje skupina německých kolonistů. Podle zprávy z Pulkavovy kroniky byl Crha Rakušany zajat a přesto, že mu bylo vyloupnuto oko, hrad nepříteli nevydal.
Zprvu byla stavba pravděpodobně dřevěná. Mezi roky 1247–1294 není o tomto zeměpanském hradě zmínky a zdá se, že mohl být zničen při nájezdech Kumánů roku 1253. Hrad byl obnoven na konci 13. století za vlády krále Václava II. Roku 1334 udělil král Jan Lucemburský hrad lénem Lichtenštejnům. V tomto období zde došlo pravděpodobně k přestavbě a ke zbudování nevelkého předhradí. Při obléhání Vídně Turky v roce 1529 došlo k posílení opevnění. V roce 1572 koupil celé mikulovské panství Adam z Ditrichštejna; jeho syn Zikmund jako své sídlo hrad přestavěl a upravil hlavně obytné prostory. Při přestavbě bylo použito i velké množství cihel. Vznikla tak nepravidelná obdélná stavba o délce asi 65 metrů, jejíž plášť měl na šířku až 2 m. Na blízké skalce byla přistavěna renesanční bašta.
Za třicetileté války byl hrad obsazen švédskými vojsky, která táhla po vítězné bitvě u Jankova na Vídeň. Při odchodu švédské osádky byl vypleněn a zapálen. Ditrichštejnové se postarali o nejnutnější opravy a hrad byl až do požáru v roce 1744 používán jako strážní pevnůstka. Potom sloužil jako strážnice k hlášení požárů. K jeho konečnému opuštění došlo nejpozději na začátku 19. století; poté postupně zchátral.

## Současnost
Nyní na záchraně Děviček pracuje spolek dobrovolníků Památky Pálavy. Tato nově vzniklá organizace si vytkla za cíl nepřipustit zkázu zříceniny, která s ohledem na svůj stav představuje jisté nebezpečí; některé jeho části ohrožují životy návštěvníků. Historický objekt si nadšenci pronajali od Lesů České republiky a započali s jeho záchranou: dosud vyprostili zříceninu ze sevření porostů, provedli její úklid a zažádali o dotaci; následně chystají drobné sanační práce. Plánovaná první etapa úpravy objektu (dle plánu potrvá do roku 2028) je podmíněna stavebně historickým průzkumem, přípravou projektů a nezbytnými záchrannými stabilizačními pracemi.

## Dnešní stav
Zachovány jsou obvodové zdi a renesanční bašta se střílnami. Romantická zřícenina se nachází v chráněné krajinné oblasti Pálava, kde tvoří krajinnou dominantu. Přístup je po červené turistické značce od železniční zastávky v obci Popice, trasa má délku přes 7 km; nebo po zelené turistické značce od parkoviště aut v obci Pavlov, v tomto případě měří trasa zhruba 1,2 km.

## Galerie

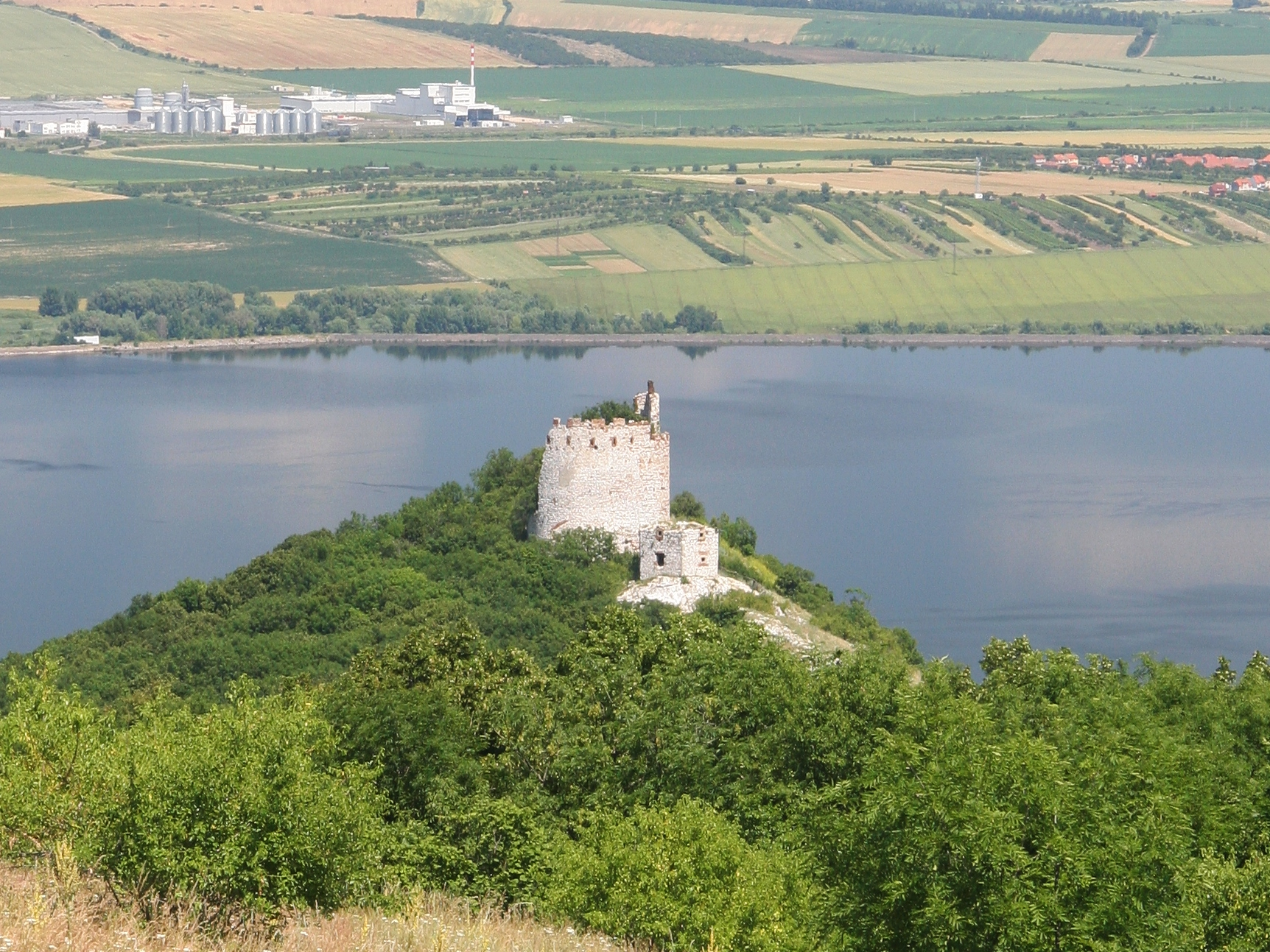
pohled od jihozápadu
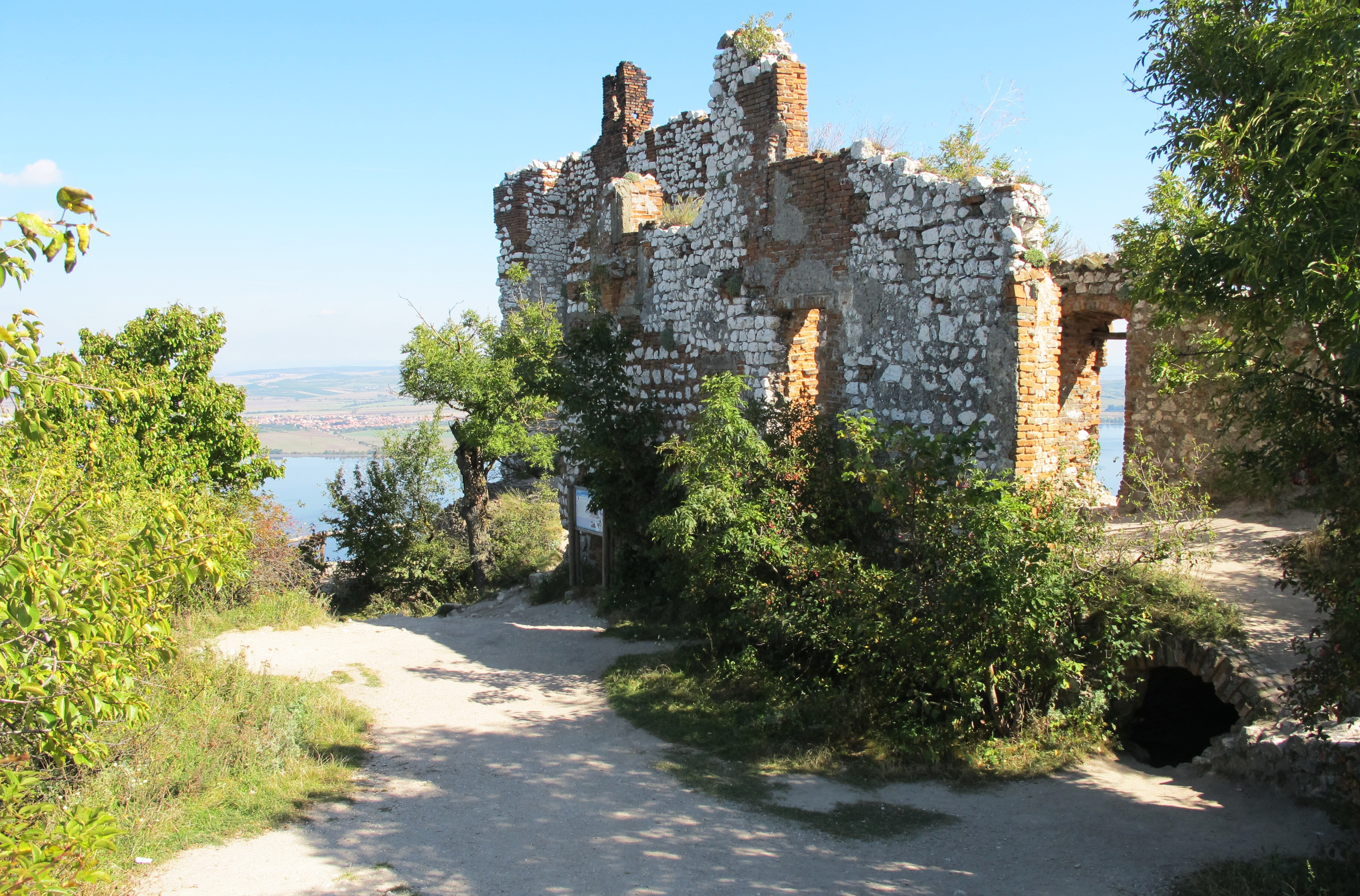
nádvoří
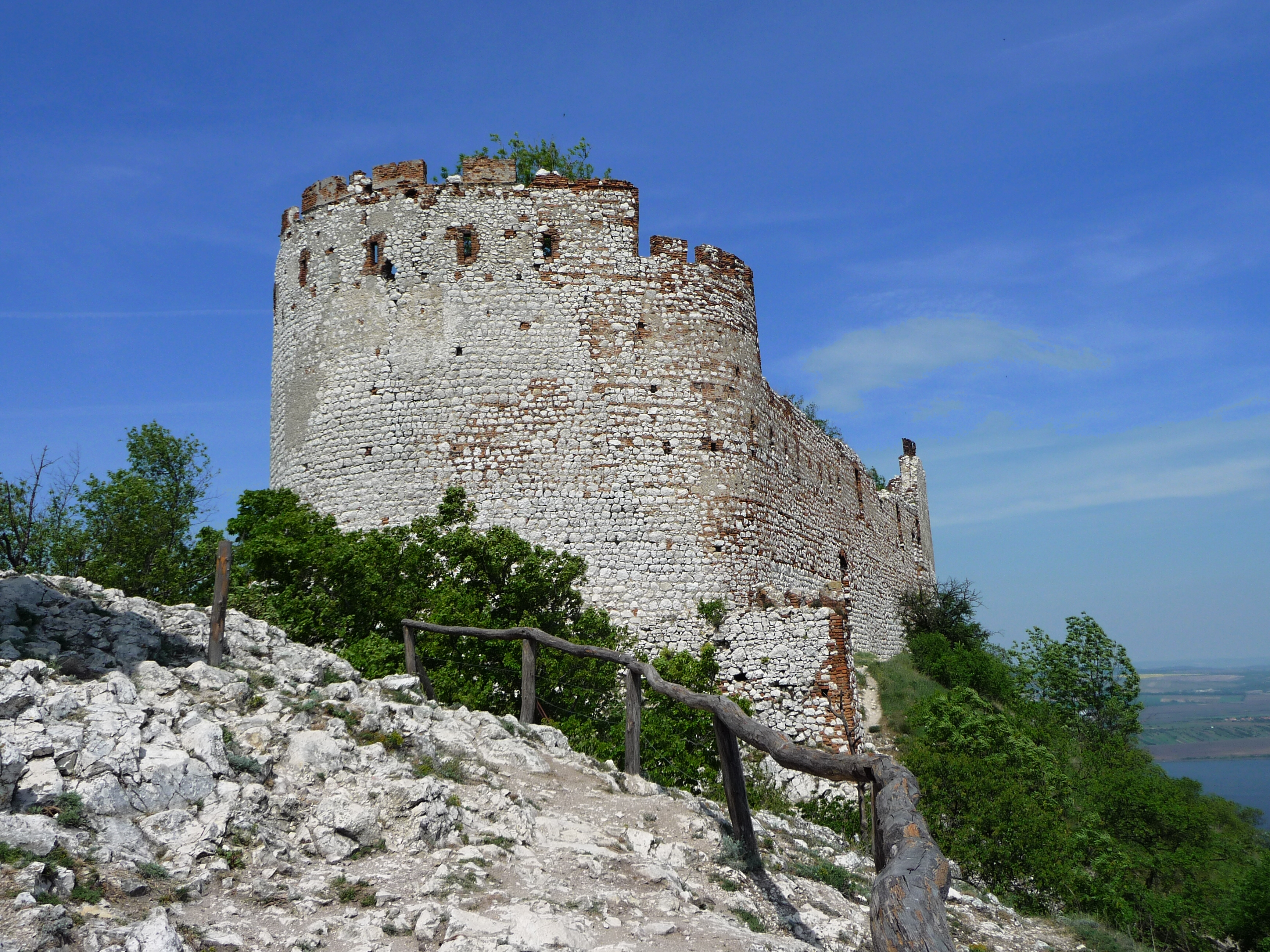
bašta
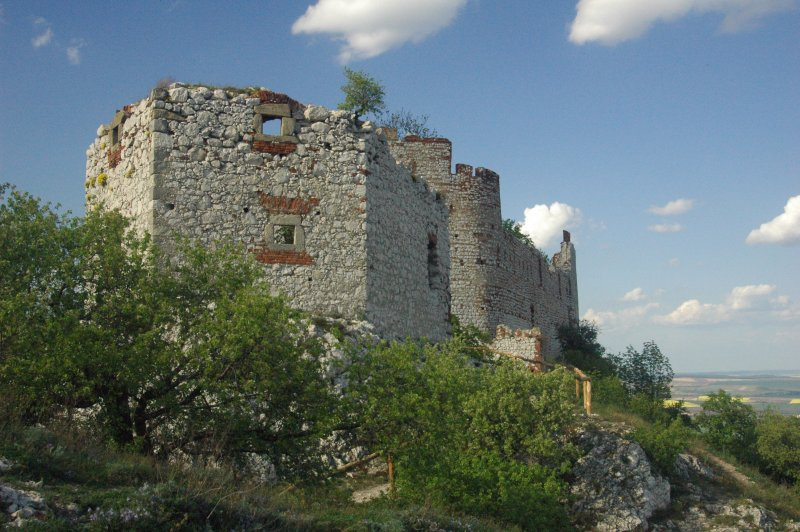
dělostřelecká bašta